# إنخيدوانا

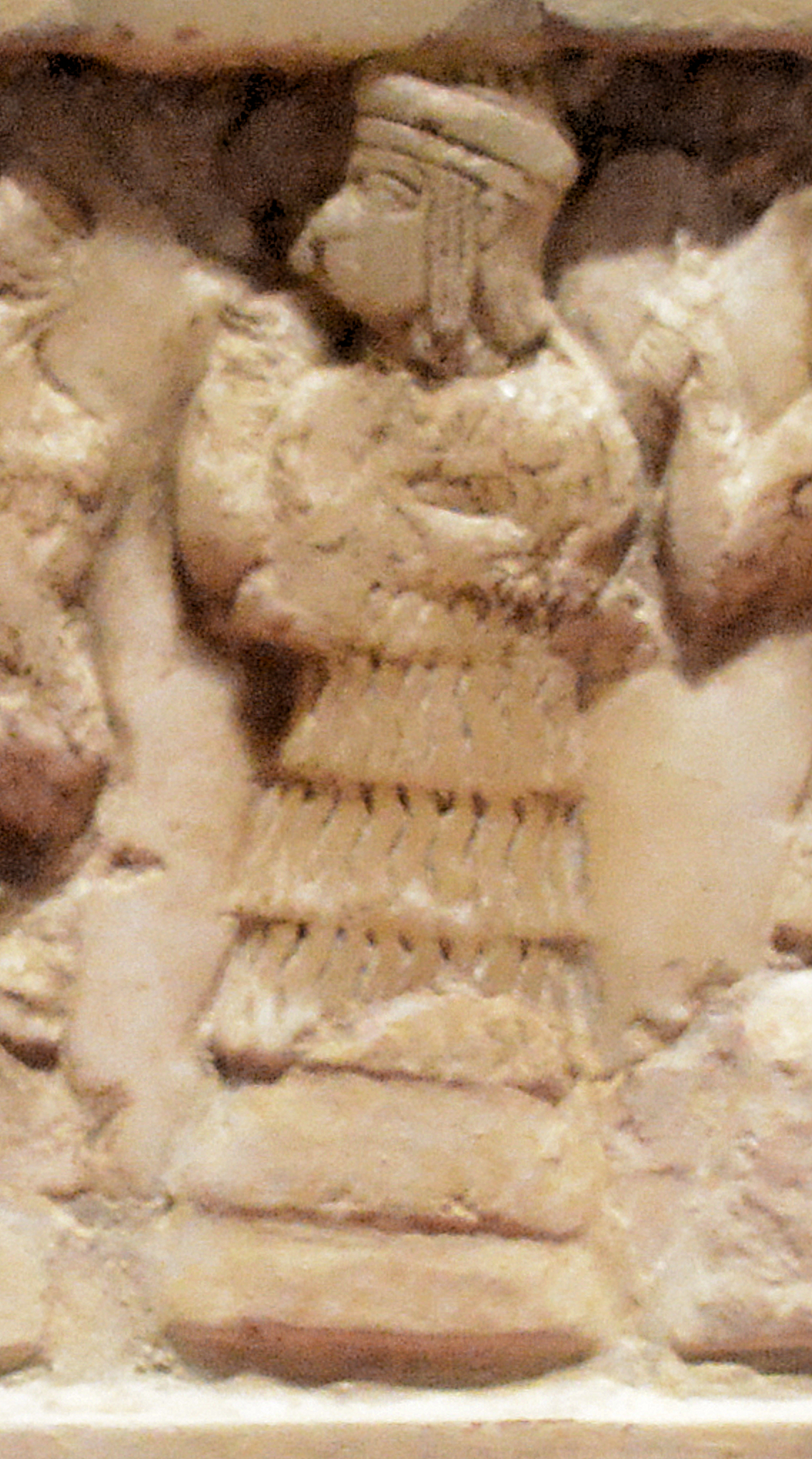
إنخيدوانا ابنة سرجون الأكدي

إنخيدوانا (2285-2250 ق م) اسمها إنخيدوانا أو إن-هيدو-انا، و (إن معناها الكاهن أو الكاهنة الأعلى، وهيدو معناها زينة أو حلة، ومعناها زينة الكاهن الأعلى للإله آن وهو اسم يشير إلى الاله نانا (سين) إله القمر).
هي أميرة أكدية (ابنة الملك سرجون الأكدي، وأمها كاهنة عالية المقام من كاهنات إله القمر نانا (سين)) والكاهنة الأعلى للإله نانا إلهه القمر عند السومريين في مدينة أور (أقدم شخصية معروفة تحمل هذا اللقب)، وهو منصب ذات امتياز سياسي هام كانت تحمله عادة بنات الملوك، إنخيدوانا هي عمة الملك الأكدي نرام سين وهي إحدى أقدم النساء المعروفات بالاسم.
يعتبرها علماء الأدب والتاريخ أقدم امرأة كاتبة وشاعرة حب وجنس، وقد وصلت إنخيدوانا إلى أعلى رتبة كهنوتية في الألف الثالث قبل الميلاد، مُعينة من قبل والدها الملك سرجون الأكدي وكان لها دور بارز زمن حكم أبيها وأمها الملكة تاشلولتوم، وقد تركت مجموعة من الأعمال الأدبية تتضمن أشعارًا مكرسة للإلهة إنانا ومجموعة من التراتيل المعروفة بِـ «تراتيل المعبد السومري» وهي تعتبر أولى المحاولات في الإلهيات المنتظمة، وينسب إليها بعض الدارسين كوليام هالو وفان ديك أعمالاً معينة رغم أنها لم تذكر صراحة بالاسم.
قام سرجون بتعيين إنخيدوانا في منصب الكاهنة الأعلى في حركة سببت ضجة كبيرة وذلك لتأمين قوته في الجنوب السومري حيث توجد مدينة أور.
ثم استمرت في منصبها أيضا خلال عهد حكم أخيها ريموش، وفي هذا العهد بالذات عرفت بعض المناطق السومرية تمردات ضد حكم أخيها ريموش، وقد تورطت في بعض الاضطرابات السياسية، فطردت من مكانتها، لكنها عادت إليها خلال حكم ابن أخيها نرام سين، ويصف مؤلفها «طرد إنانا» ترحيلها من أور ثم إعادة تنصيبها (فرانكي 1995: 835)، وهو مرتبط بِـ «لعنة أكاد»، حيث لعن إنليل نارام سين وطرده، وكان لها دور في إقناع الجنوب السومري بإعادة حكم الأكاديين عليهم وقد توفيت بعد فترة قصيرة من ذلك، ولكن بقيت ذكراها قائمة كشخصية هامة، ومن الممكن أنها استحقت صفة شبه إله، والدتها سومرية من جنوب العراق، وربما كانت كاهنة هي الأخرى. ويُقال إن سرجون الأول دوّن الكلمات التالية على إحدى الرُقم الطينية شارحاً قصةَ مولده:والدتي الكاهنة حملتني جنيناً، وأنجبتني سرّاً، ووضعتني على فُلكٍ من ورق البرُدي، وأحكمت رتاج الباب. حملني النهر إلى فلاح اسمه أكّي، الذي رباني كابنه. .. خلال عملي في عزق الحدائق، رأتني عشتار وأحبتني. وعلى مدى أربع وخمسين عاماً كان الملُكُ لي.

## الأدلة الأثرية والنصية

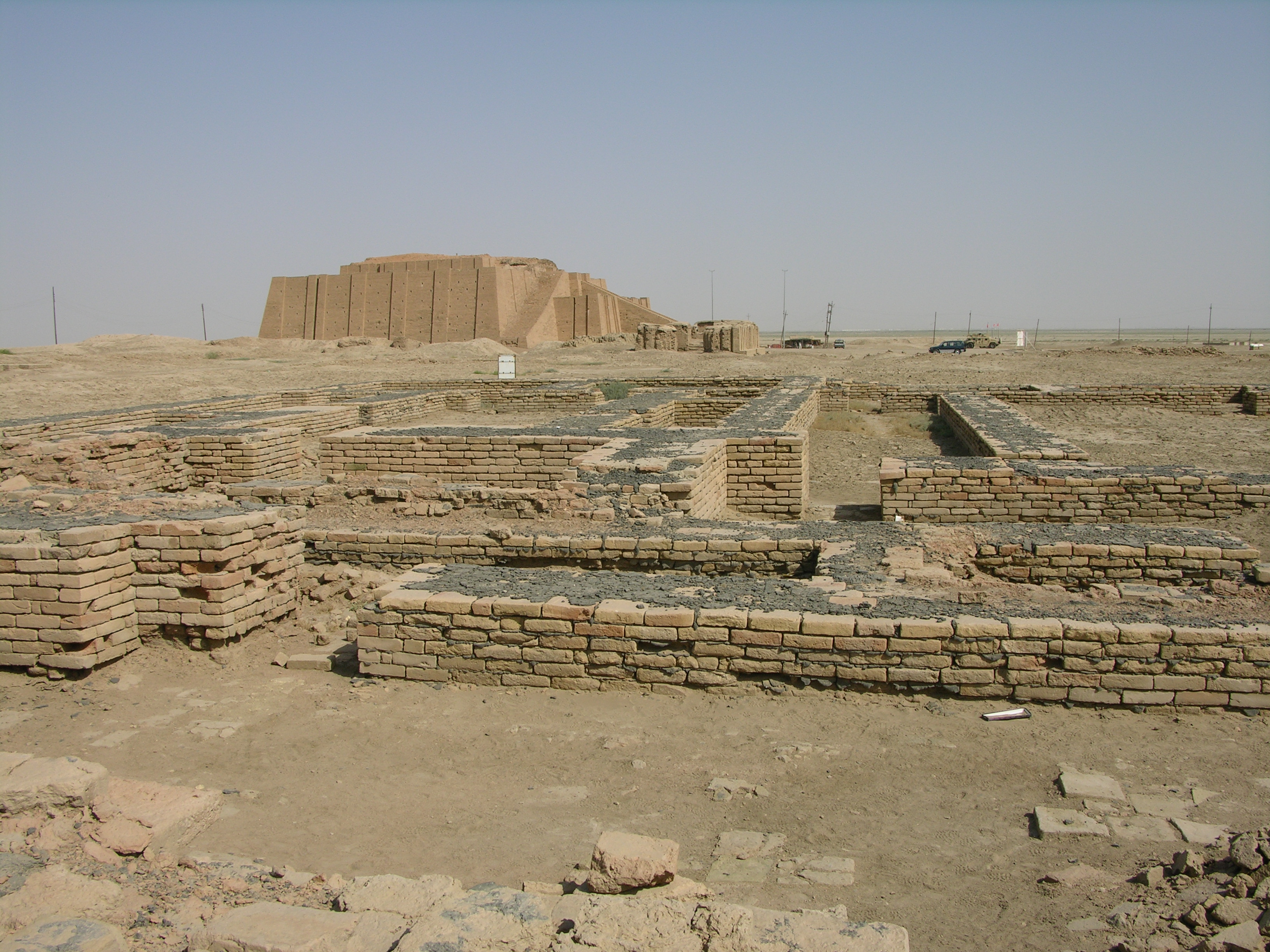
إعادة هيكلة حديثة لزقورة أور تلوح في الخلفية على أنقاض الجيبارو، وهي مجموعة الأبنية التي عاشت ودفنت إنخيدوانا فيها.

إن إنخيدوانا معروفة جيدًا من خلال الأدلة الأثرية والنصية. ظهر اسمها على ختمين تعود ملكيتهما لخدمها ويرجعان إلى العصر السرجوني، كانا قد اكتشفا في المقبرة الملكية في أور، كما اكتشف قرص من المرمر يحمل اسمها وصورة لها في موقع جيبار في مدينة أور الأثرية، وهو مكان إقامتها الرئيسي، حيث عثر عليه في طبقات إيسن لارسا (2000-1800ق.ح.ع) مع تمثال للكاهنة «إن أناتوما».
كما حفظت العديد من نسخ عم أعمال إنخيدوانا تعود لمئات السنوات بعد وفاتها في نيبور وأور ومن الممكن في لغش جنبًا إلى جنب مع مخطوطات ملكية مما يشير بوضوح إلى أهميتها الكبيرة التي من الممكن أنها تساوي أهمية مخطوطات الملوك (وستنهولز 1989:540).

## عملها الأدبي
ألفت إنخيدوانا 42 ترنيمة وجهت إلى المعابد الموجودة في بلاد سومر وأكاد ومنها معبد إريدو وسيبار وإشنونة، وقد أعيد إنشاء النصوص من 37 لوح أثري ذكر أشعارها في مدينتي أور ونيبور، معظم هذه الألواح الأثرية تعود إلى زمن سلالة أور الثالثة والفترات البابلية القديمة (سوبرغ وبرغمان 1969: 6-7).
تعرف هذه المجموعة عمومًا بِـ «تراتيل المعبد السومرية»، وهي أول مجموعة من نوعها وفيها تقول إنخيدوانا: «يا مليكي، خُلق شيء لم يخلق أحد مثله من قبل»، ويشير نسخ الترتيلة إلى حقيقة استخدامها وتقديرها عاليًا لفترة طويلة بعد وفاة إنخيدوانا.
أعمالها الشهيرة الأخرى تتضمن «تمجيد إنانا» أو «نِن مي سار را»، وهي تكريس شخصي للإلهة إنانا مع تفاصيل لترحيل إنخيدوانا من أور.
وقد رفعت تآليف إنخيدوانا من شأن معرفة النساء للقراءة في بلاد ما بين النهرين القديمة، وبالإضافة إلى إنخيدوانا فقد عرف عن نساء الملوك معرفتهم بالشعر مع احتمال تأليفهم له، وقد مثلت الإلهة نِندابا بكاتبة، كما لاحظ لايك "Leick": «يكشف الوصف التصويري لآلهات ما بين النهرين الوعي الثقافي للنساء ودورهم في المجتمع القديم إلى حد ما».
وقد قام عالم السومريات «صموئيل نوح كريمر» والشاعرة «ديان وولكستين» بترجمة أعمالها وجمعها في سرد موحد نشر تحت عنوان «إنانا، ملكة السماء والأرض: قصصها وتراتيلها من سومر» "Inanna, Queen of Heaven and Earth: Her Stories and Hymns from Sumer"، وقد قامت دار هاربر بيرنيال بنشرها عام 1983.

### قائمة مؤلفات إنخيدوانا
- نِن مي سار را، «تمجيد إنانا»، مؤلفة من 153 سطر، قام هالو وفان ديك بتحريرها وترجمتها عام 1968، ثم ترجمتها أنيت زول عام 1997 إلى الألمانية، توجه الأسطر الـ 65 الأولى إلى الإلهة مع قائمة بصفاتها مقارنة إياها بآن كبير ألهة سومر، ثم توضح إنخيدوانا عدم سعادتها أثناء وجودها في المنفى خارج المعبد، ثم تتكلم عن مدن أور وأوروك، ثم تطلب شفاعة نانا، ثم تسرد الأسطر من 122 وحتى 135 الصفات الإلهية لإنانا.
- إن نِن سا غور را، (سميت كذلك نسبة لفاتحتها)، مكونة من 274 سطر (غير مكتملة)، قام سوبيرغ بتحريرها عام 1976 مستخدمًا 29 جزء مكتشف.
- إن نِن مي هوس آ، «إنانا وإبيح»، ترجمها ليمِت عام 1969.
- تراتيل المعبد، قام سوبيرغ وبيرغمان بتحريرها عام 1969، مكونة من 42 ترتيلة متنوعة الأطوال، موجهة للمعابد.
- ترتيلة لنانا، قام ويستنهولز بتحريرها.

## في الثقافة الحديثة
نشر الكاتب كاس دالغِس تعديل شعري حديث للـ «نِن مي سار را». كما قامت المحللة النفسية اليونغية بِتي دي شونغ ميدور بترجمة أعمال لإنخيدوانا وكتبت كتابين عن الموضوع؛ إنانا: سيدة القلب الأكبر، و: أميرة، كاهنة، شاعرة، تراتيل المعبد السومري لإنخيدوانا، كما تعاون عالم السومريات صموئيل نوح كريمر والشاعرة ديان وولكستين على جمع أشعار إنخيدوانا في ملحمة شعرية موحدة، إنانا: ملكة السماء والأرض، وقد كانت نسخة وولكستين مصدر إلهام لعدة أعمال شعرية أخرى كـ: ملكة السيوف للشاعرة جودي غران وبين الآلهات لآنّ فينتش.
كانت إنخيدوانا موضوع الحلقة «الخالدون» "The Immortals" من السلسلة التلفزيونية العلمية «الكون: ملحمة في الفضاء والزمن» حيث قامت كريستين أمان بور بأداء دورها صوتيًا.
إكتسبت إنخيدوانا اهتماما بين أنصار النساء باعتبارها أقدم شاعرة وكاتبة معروفة، ولتحديد اليوم العالمي للمرأة عام 2014 قام المجلس الثقافي البريطاني باستضافة حدث سابق لإطلاق احتفال نِنيتي للأدب العالمي في أربيل، العراق، حيث قامت الكاتبة والمشاركة السابقة في حدث نِنيتي رايتشل هولمز باستعراض تيد لخمسة آلاف سنة من النسوية، من الشاعرة السومرية الكبيرة إنخيدوانا وحتى الكاتبات المعاصرات اللاتي حضرن المؤتمر.
قام الاتحاد الفلكي الدولي عام 2015 بتسمية فوهة على سطح عطارد باسم إنخيدوانا، وذلك وفقًا لقواعد الاتحاد الفلكي الدولي بتسمية كافة الفوهات الجديدة على سطح عطارد باسماء فنانين أو مؤلفين أو كتّاب امتدت شهرتهم على مدى أكثر من خمسين عامًا وقد مضى على وفاتهم أكثر من ثلاث سنين.

## تسبيح من أجل انانا
<<يا ملكة كل شيء، أيتها الضوء المتوهّج
أيتها المرأة الواهبة للحياة، أنتِ يا من تجلبين الطوفان من الجبل،
أيتها الشاهقة، يا إنانا السماء والأرض،
يا من تمطرين ناراً ملتهبة على القفار
يا من بعثها إليّ الإلهُ (آن)،
أيتها الملكة التي تمتطي الوحوشَ
والتي نطقت بالكلمات المقدسة
تنفيذاً لأوامر (آن) المقدسة،
من يستطيع أن يسبرَ شعائركِ المقدسة!
يا مدمّرة الأراضي الأجنبية
منحتِ الأجنحةَ للعاصفة،
حبيبة (أنليل)- وجعلتها تهبّ على الكون،
وحملتِ أوامر (آن).
مليكتي،
الأراضي الغريبة تطأطأ أمام صرختكِ،
رعباً وخوفاً من الريح الجنوبية أتى البشرُ
إليكِ بضجيجهم الملتاع
حملوا صراخهم إليكِ
ووقفوا أمامك يولولون وينتحبون
وأمامكِ جلبوا النحيبَ العظيم لشوارع المدينة.
…
مليكتي،
أنتِ الافتراسُ كلّه في قوّتكِ
وظللتِ تهاجمين مثل ريح مهاجمِة،
وظللتِ تعولين أعلى من الريح المعولة،
وظللتِ ترعدين أعلى من الرعد،
وظللتِ تئنّين أعلى من الرياح الخبيثة،
قدماكِ لا يمكن أن يصيبهما الإعياء
وجعلتِ الولولة تُعزف على «قيثارة النحيب.»
مليكتي،
جميع الآلهة العظام
فروا أمامكِ مثل خفافيش مرفرفة،
لم يستطيعوا الوقوف أمام وجهك المهيب،
لم يستطيعوا الاقتراب من جبينكِ المهيب،
من يستطيع أن يهدّئ قلبكِ الغاضب!
قلبكِ المهلِك لا يمكن تهدئته!
أيتها الملكة، يا سعيدة الروح، يا فرِحة القلب،
يا من لا يمكن تهدئة غضبها، يا ابنة الإثم،
يا ملكة، يا الحاكمة المُطلَقة في البلاد،
من قدّم ولاءً كافياً لكِ!
الجبل الذي امتنع عن تقديم الولاء لكِ
يبست أعشابه وصارت قاحلة،
أضرمتِ النارَ ببواباته العظيمة،
أنهارُه جرت دماً بسببكِ،
وناسُه نشفَت مياههم،
جيشهُ انقادَ طواعيةً إلى الأسر أمامكِ،
قواته تفرّق شملها طواعيةً أمامكِ،
ورجاله الأقوياء طواعيةً خرّوا أمامكِ،
أماكن اللهو في مدنه امتلأت بالفوضى
ورجاله البالغون سيقوا كأسرى أمامك.
…
يا ملكة الملكات العظيمات،
يا من أصبحت أعظم من أمك التي أنجبتكِ
لحظةَ خرجتِ من الرّحم المقدس،
عارفة، حكيمة، وملكة على كل البقاع،
يا من ضاعفتِ كل المخلوقات الحية والبشر-
لقد نطقتُ بأغنيتكِ المقدّسة.
أيتها الإلهة الواهبة للحياة، المولودة للألوهة،
يا من أسبّح تهليلها،
الرحيمة، المرأة الواهبة للحياة، يا مشعّة القلب،
لقد نطقتُ بأغنيتي أمامك حسب ما يناسبُ ألوهتكِ
دخلتُ أمامكِ إلى معبدي المقدس،
أنا الكاهنة، إنخيدوانا،
حاملةً سلّة البخور، أنشدُ ترنيمتكِ السعيدة،
لكنني الآن لم أعد أسكن المعبد المقدس الذي شيدته يداك.
أتى النهار، وجلدتني الشمس
وأتى ظلّ الليل، وأغرقتني الريح الجنوبية
صوتي الرخيم الحلو كالعسل صار نشازاً
وكل ما أعطاني المتعة تحول إلى غبار.
آه، أيها الإثم، يا ملك السماء، يا قدري المرير،
إلى الإله (آن) بلّغي شكواي، و (آن) سوف يخلّصني
…
أنا إنخيدوانا، أتضرّع إليك، إنانا،
ودموعي مثل شراب حلو.
…
أنا، من أنا بين المخلوقات البريّة!
…
أه، أيتها الملكة التي ابتكرت النواح
مركبُ النواح سيرسو في أرض معادية
وهناك سأموت، أنشدُ الأغنية المقدسة.
…
أوه، إنانا، المجدُ لكِ>>

## راجع أيضًا
- أدب سومري
- نانا

## وصلات خارجية
- قاعدة بيانات متحف بِن
- إنخيدوانا على موسوعة التاريخ القديم
- السيرة الذاتية لإنخيدوانا